# Stigmellites
Stigmellites là một chi Lepidopteran fossils. Nó là loài duy nhất được tìm thấy ở trace fossils of leaf mines.

## Các loài
- Stigmellites araliae được mô tả từ một kén hóa thạch ở a Araliaceae species. Loài này có ở Czech Republic.
- Stigmellites baltica được mô tả từ một kén hóa thạch ở Baltic amber dated to the Eocene
- Stigmellites caruini-orientalis được mô tả từ một kén hóa thạch ở Carpinus orientalis fossilis species dated to the Pliocene. Loài này có ở Hessen, Germany.
- Stigmellites heringi được mô tả từ một kén hóa thạch ở a Berberis species dated to the Pliocene. Loài này có ở Hessen, Germany.
- Stigmellites kzyldzharica được mô tả từ một kén hóa thạch ở a Platanus species. Loài này có ở Kazakhstan.
- Stigmellites messelensis was described from a fossil mine dated to the Eocene. Loài này có ở Messel, Germany.
- Stigmellites pliotityrella được mô tả từ một kén hóa thạch ở Fagus silvatica dated to the Pliocene. Loài này có ở Hessen, Germany.
- Stigmellites samsonovi được mô tả từ một kén hóa thạch ở Trochodendroides arctica. Loài này có ở Kazakhstan.
- Stigmellites serpentina được mô tả từ một kén hóa thạch ở Trochodendroides arctica. Loài này có ở Kazakhstan.
- Stigmellites sharovi được mô tả từ một kén hóa thạch ở Trochodendroides arctica. Loài này có ở Kazakhstan.
- Stigmellites tyshchenkoi được mô tả từ một kén hóa thạch ở Platanus latior. Loài này có ở Kazakhstan.
- Stigmellites zelkovae được mô tả từ một kén hóa thạch ở a Zelkova species dated to the Pliocene. Loài này có ở Hessen, Germany.